# Mikołaj Kałłaur
Mikołaj Kałłaur (ur. 11 lutego 1920 w Wujwiczach, zm. 1 września 2017) – polski wojskowy, żołnierz 1 Armii Wojska Polskiego, dyplomata wojskowy, publicysta.

## Życiorys
Podczas II wojny światowej był żołnierzem 3 Berlińskiego pułku piechoty, wchodzącego w skład 1 Dywizji Piechoty im. Tadeusza Kościuszki, gdzie pełnił funkcję zastępcy dowódcy plutonu, a następnie zastępcy dowódcy 8. kompanii do spraw polityczno-wychowawczych (1944–1945). Wraz z tą jednostką przeszedł szlak bojowy od bitwy pod Lenino po forsowanie Odry. Podczas walk był trzykrotnie ranny. Po zakończeniu wojny pozostał w służbie zawodowej. Ukończył  Wyższą Szkołę Oficerów Polityczno-Wychowawczych, Akademię Nauk Politycznych w Warszawie, a w 1967 studia magisterskie w Wojskowej Akademii Politycznej im. Feliksa Dzierżyńskiego. Służył w Zarządzie II Sztabu Generalnego WP (wywiadzie wojskowym).  W tym czasie pracował jako dyplomata wojskowy, pełniąc funkcję attaché wojskowego, morskiego i lotniczego Ambasady PRL w Budapeszcie (1958–1962) oraz Ambasady PRL w Algierii (1967–1970). Należał do PZPR. W sierpniu 1972 zakończył zawodową służbę wojskową i przeszedł do rezerwy.
Po przejściu w stan spoczynku zajmował się historią wojskowości, w szczególności dotyczącą historii Ludowego Wojska Polskiego. Był członkiem komitetu, powołanego w celu rekonstrukcji Grobu Nieznanego Żołnierza w Warszawie w 1990 roku. Jego nazwisko zostało upublicznione na tzw. Liście Wildsteina.

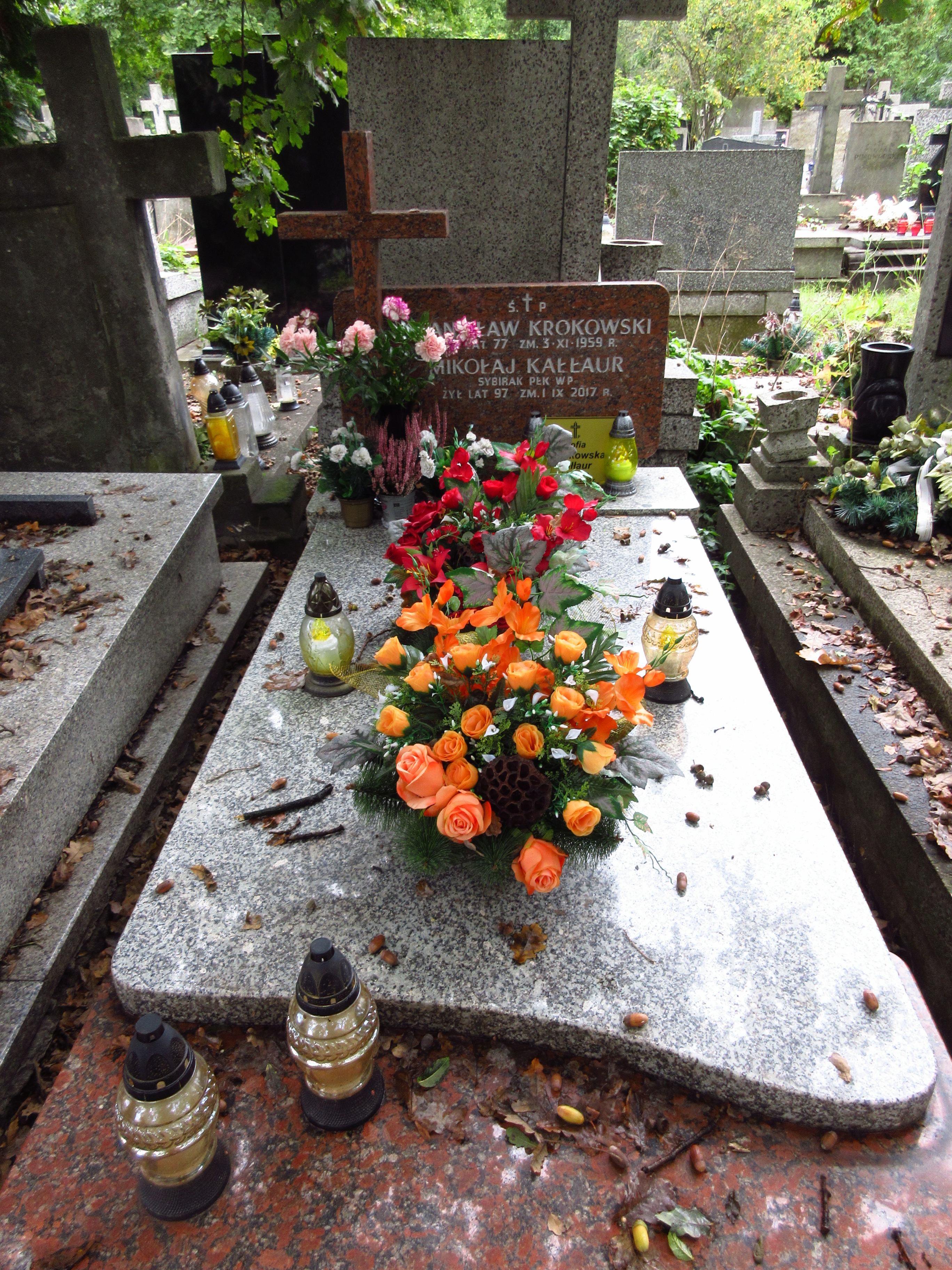
Grób pułkownika Mikołaja Kałłaura na Cmentarzu Bródnowskim.

Zmarł w wieku 97 lat. Został pochowany na warszawskim cmentarzu Bródnowskim (kwatera 8M-7-14).

## Odznaczenia
- Krzyż Kawalerski Orderu Odrodzenia Polski
- Order Krzyża Grunwaldu III klasy
- Krzyż Walecznych
- Srebrny Medal „Zasłużonym na Polu Chwały”
- Medal 10-lecia Polski Ludowej
- Medal 30-lecia Polski Ludowej
- Medal za Warszawę 1939–1945
- Medal za Odrę, Nysę, Bałtyk
- Medal Zwycięstwa i Wolności 1945
- Złoty Medal „Siły Zbrojne w Służbie Ojczyzny”
- Srebrny Medal „Siły Zbrojne w Służbie Ojczyzny”
- Brązowy Medal „Siły Zbrojne w Służbie Ojczyzny”
- Złoty Medal „Za zasługi dla obronności kraju”
- Srebrny medal „Za Zasługi dla Obronności Kraju”
- Brązowy medal „Za Zasługi dla Obronności Kraju”
- Odznaka Grunwaldzka
- Srebrna odznaka honorowa „Za Zasługi dla Warszawy” (1965)[3]
- Medal jubileuszowy „Czterdziestolecia zwycięstwa w Wielkiej Wojnie Ojczyźnianej 1941–1945” (ZSRR, 1985)[4]
- Wpis do Honorowej Księgi Czynów Żołnierskich (1989)

## Publikacje
- 3 Berliński Pułk Piechoty – Warszawa 1976
- Trzeci Berliński: z dziejów 3 Berlińskiego Pułku Piechoty – Warszawa 1977
- W szeregach zwycięzców – Warszawa 1976
- Kapral Michał Okurzały (1919–1944) – Gdynia 1981
- Lenino, październik 1943: polegli, zmarli z ran, zaginieni – Toruń 1996